# Nanofibra
Le nanofibre sono definite come fibre aventi diametro dell'ordine dei 100 nanometri. Possono essere prodotte tramite polimerizzazione interfacciale ed elettrofilatura. Le nanofibre di carbonio sono fibre grafitizzate prodotte per mezzo di sintesi catalitica.
Per le nanofibre ottiche vedi fibra ottica di diametro di sub lunghezza d'onda.

## Sintesi
Le nanofibre inorganiche (talvolta chiamate nanofibre ceramiche) possono essere preparate con vari tipi di sostanze inorganiche per mezzo della tecnica di elettrofilatura. I materiali ceramici più frequentemente menzionati con morfologia di nanofibra sono il biossido di titanio (TiO2), il biossido di silicio (SiO2), il biossido di zirconio (ZrO2), l’ossido di alluminio (Al2O3), il titanato di litio (Li4Ti5O12), il nitruro di titanio (TiN) o il platino (Pt). La sintesi di solito consiste di due fasi principali. Nella prima fase, le nanofibre del polimero (organico) sono create tramite la convenzionale tecnica di elettrofilatura. Così come preparate, le nanofibre polimeriche costituite di sali inorganici o composti organometallici vengono successivamente trasformate in ceramiche per mezzo del trattamento termico.
L'elettrofilatura di materiali organici viene solitamente eseguita a partire da soluzioni liquide ottenute sciogliendo la sostanza organica di interesse (es: nylon in acido formico, collagene bovino in acqua, etc.) in concentrazioni molto elevate in modo che il getto liquido uscente dalla punte di un ago metallico si solidifichi per la rapida evaporazione del solvente.
Nella formazione di nanofibre a partire da soluzione si realizza un elevatissimo rapporto superficie/volume che in poche decine di millisecondi permette la completa evaporazione del solvente.

## Apparecchiature
I componenti fondamentali di un impianto di elettrofilatura, anche artigianale, sono un generatore di alta tensione in corrente continua regolabile tra 0 ed almeno 30 kV (ma si può arrivare a 100 kV in applicazioni particolari) ed un ago metallico da cui far uscire la soluzione, attraverso una pompa.
Dalla punta dell'ago, grazie al campo elettrostatico generato dall'alta tensione, si forma un cono, detto cono di Taylor dal nome del suo scopritore, che riduce il diametro del getto fino all'ordine delle decine di nanometri. Le nanofibre che si formano vengono attratte da un collettore posto di fronte alla punta dell'ago, che altro non è che un elemento metallico collegato a terra (0 V).
Le nanofibre possono anche essere prodotte a partire da materiali fusi che vengono sottoposti al medesimo campo elettrico descritto sopra.
Dato che i materiali fusi hanno elevate viscosità richiedono alte pressioni ed alte temperature per poter essere espulse da piccoli fori come quelli degli aghi si deve sostituire la pompa con un estrusore per materiali plastici.

## Applicazioni potenziali
- Medicina: i componenti di organi artificiali, ingegneria dei tessuti, materiale per implantologia, somministrazione di farmaci, fasciature per ferite, materiali tessili medicali.
- Materiali protettivi: materiali per assorbimento acustico, tute di protezione contro agenti chimici e guerra biologica, applicazioni di sensori per la rilevazione di agenti chimici.
- Fibre tessili: equipaggiamento sportivo, scarpe sportive, per alpinismo, impermeabili, indumenti outerwear, pannolini per bambini.
- Filtrazione: filtri del sistema HVAC, HEPA, filtri ULPA ad alta efficienza, per aria, per olio, filtri per carburante di auto, filtri per bevande, per farmacia, per applicazioni mediche.
- In uno studio, le cellule staminali neurali  combinate con nanofibre di carbonio provocano la rigenerazione dei tessuti nei cervelli dei ratti che ebbero a soffrire un ictus simulato. [senza fonte] Prese isolatamente, né le nanofibre né le cellule staminali potrebbero guarire i topi.
- Fazzoletti con nanofibre contenenti anticorpi contro numerosi biorischi e sostanze chimiche che li segnalano mutando il colore (potenzialmente utili nell'identificazione di batteri nelle cucine).
- Nella cicatrizzazione delle ferite le nanofibre si uniscono a livello topico alla ferita e restano lì, disegnando i fattori di crescita del proprio corpo laddove vi è la lesione.
- Donaldson sviluppa dei  mezzi filtranti in nanofibra per nuove applicazioni di filtrazione d'aria e di liquidi, come gli aspirapolvere.
- Cella solare Graetzel
- Pigmenti per cosmetici
- Energia: accumulatori agli ioni di litio, celle fotovoltaiche, celle a combustibile a membrana.
- Materiali di supporto per vari catalizzatori
- Purificazione fotocatalitica di aria/acqua

## Auto-intrecciatura
Le nanofibre che si auto-intrecciano sono state studiate alla Harvard University. L'effetto è connesso ad un bilanciamento tra flessibilità, adesione ed evaporazione del solvente. Le possibili applicazioni comprendono: 
- Le sostanze che possono modificare le proprietà ottiche secondo l'esigenza
- Le molecole che catturano e rilasciano per esempio i farmaci somministrati regolati a tempo
- L'accumulo di energia
- Gli adesivi